# Sucesos del Descargador
Los sucesos del Descargador del 7 de marzo de 1916 constituyeron la masacre de un grupo de trabajadores en huelga por parte de un destacamento de la Guardia Civil y el Regimiento de Infantería «Sevilla» n.º 33 en la localidad murciana de La Unión (España), en un ejercicio de represión que se saldó con la muerte de siete obreros y dieciséis heridos.

## Antecedentes

### La sociedad española ante las consecuencias de la Gran Guerra
En 1916, habían transcurrido dos años desde que estallase la Primera Guerra Mundial en la Europa continental y, si bien la España de Alfonso XIII mantuvo durante todo el periodo una política de estricta neutralidad, los efectos de la contienda se hicieron notar con severidad y de forma ambivalente en la economía del país. Así, por un lado se obtuvo un estímulo a la modernización de la industria al aumentar la producción para abastecer en ventajosas condiciones a los estados beligerantes, pero en cambio se disparó la inflación mientras los salarios crecían a un ritmo menor y sucedía una escasez de bienes de primera necesidad.
En este contexto, se hicieron comunes los motines de subsistencias y creció exponencialmente la conflictividad laboral, con unos sindicatos que reclamaban insistentemente incrementos en los jornales que mitigasen la devaluación en los salarios reales provocada por la inflación. Según los datos manejados por el Instituto de Reformas Sociales, en 1916 los precios de los productos básicos se habían elevado entre un 13,8% la leche hasta un 57,8% el bacalao, pasando por un 24,3% el pan, un 30,9% los huevos o un 33,5% la carne de vacuno.
Con todo, y a pesar de que la situación de la clase trabajadora era casi uniforme en cuanto a sus padecimientos, existía cierta disparidad en los beneficios que obtenía la patronal respecto a las actividades económicas, como manifestaba en sus páginas el periódico sevillano El Liberal:

La guerra ha trastornado de tal manera la situación económica del país que hoy es imposible la vida. Muchas fábricas han cerrado, otras tienen a sus obreros a medio trabajo, hay fábricas que están haciendo un soberbio agosto y, sin embargo, éstas no han aumentado sus jornales, a pesar de saber sus dueños que todo ha encarecido.
El Liberal de Sevilla. 27 de noviembre de 1916.

### Las movilizaciones obreras en La Unión de marzo de 1916

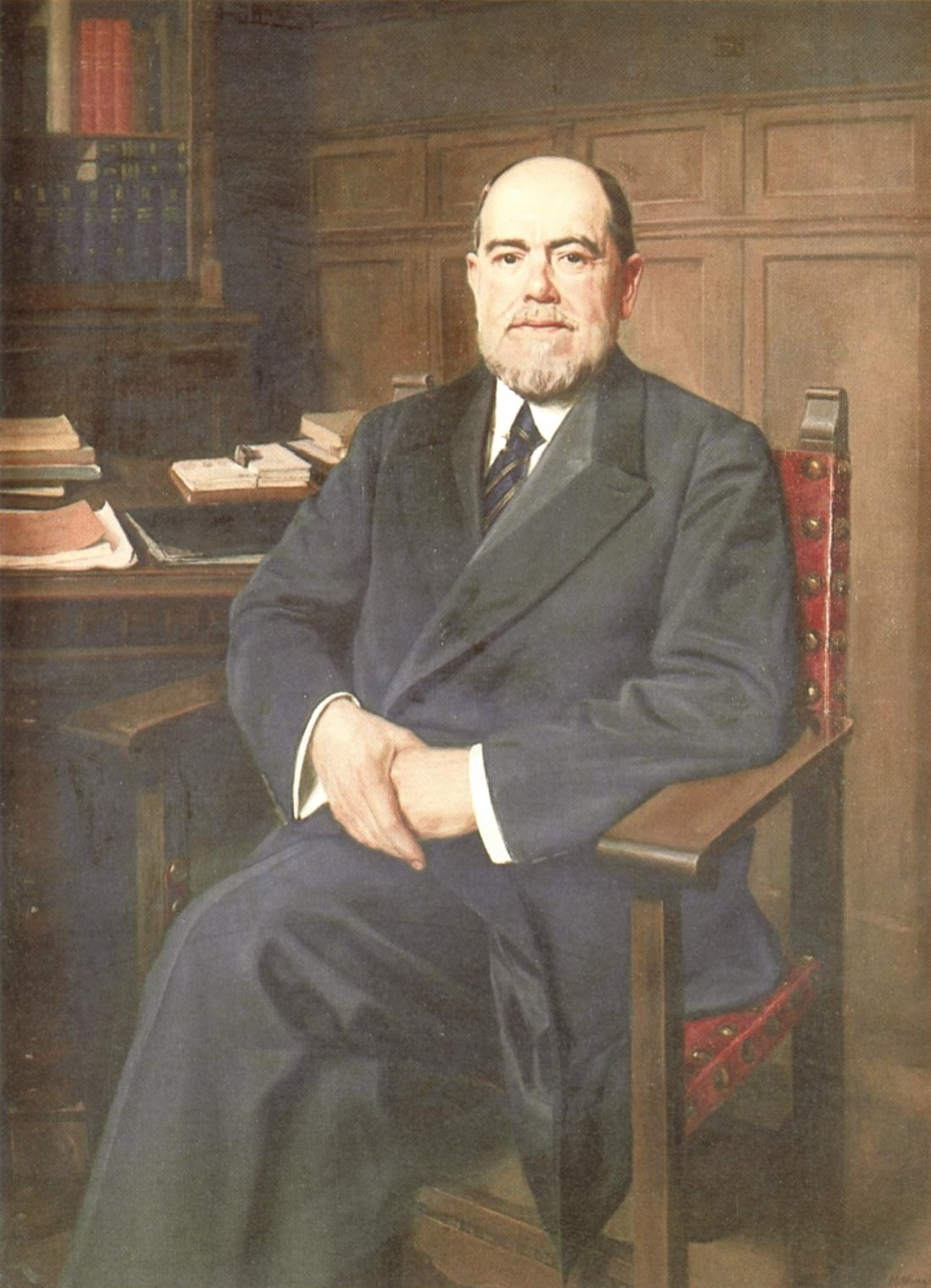
José Maestre, reputado industrial y personificación del fenómeno político del caciquismo en La Unión.

Ante esta tesitura, la Federación de Sociedades Obreras de la Provincia de Murcia (FSOPM) iniciaba el 2 de febrero de 1916 una campaña reivindicando la mejora en las condiciones laborales de los empleados en las minas y fundiciones de la sierra de Cartagena-La Unión. La Federación hizo llegar a los empresarios una serie de demandas que debían ser satisfechas para evitar que los obreros pasaran a defender sus intereses mediante la huelga, y que incluían: el aumento de los sueldos en cinco reales, la remuneración por semana, la contratación de trabajadores a través del sindicato y la asunción por parte del empresario de los costes por el consumo de electricidad en sus instalaciones.
La patronal rehusó aceptar aquellas cláusulas y durante un mes ni siquiera se propuso entrar en conversaciones con su contraparte, de modo que el sindicato resolvió en una reunión en presencia de 15 000 de sus afiliados convocar una huelga general en La Unión para el 3 de marzo, con el beneplácito de todos los gremios adscritos –albañiles, dependientes, fundidores, maquinistas, mineros, panaderos y algunos otros oficios–. La protesta paralizó completamente las tareas de extracción, transformación y transporte del mineral en su primera jornada, y al día siguiente recibió la solidaridad de albañiles, panaderos y demás asociaciones de la FSOPM, que secundaron el paro mientras los piquetes empezaban a extender sus actividades sobre fábricas y minas de las localidades circundantes. Es en este momento cuando comienzan también a sucederse altercados con los agentes de la Guardia Civil enviados para impedir la extensión de los desórdenes, ocasionándose los primeros heridos.
Llegado el día 5, los representantes de los patrones consintieron abrir las negociaciones con la mediación del diputado conservador y empresario minero José Maestre Pérez junto al diputado liberal y alcalde de Cartagena José García Vaso –este último despertaba ya los recelos de los obreros, pues su militancia en el Bloque de las Izquierdas le concedía «ribetes de demócrata siendo un inmaculado reaccionario»–. El primer intento de acercar posturas fracasó, sin embargo, y la huelga de panaderos forzaba el día 6 que las autoridades tuvieran que hacer llegar 3000 kg de pan desde Cartagena. En la misma fecha se retomó la negociación, pero ni la presencia ahora del político socialista Facundo Perezagua evitó un nuevo naufragio en las conferencias, aún con la oferta que puso sobre la mesa la comisión de los trabajadores, que rebajaba la petición de incrementar el jornal. Paralelamente, el gobernador militar de Cartagena Diego Muñoz Cobos desplegaba en La Unión y El Llano del Beal dos compañías del Regimiento de Infantería «Sevilla» n.º 33, para guarnecer fábricas, minas y puntos estratégicos de la sierra.

## Los hechos

### La masacre ante la fundición Dos Hermanos
En la mañana del 7 de marzo de 1916, la FSOPM organizó una asamblea de consulta ante miles de obreros en la Casa del Pueblo del Llano del Beal, durante la cual quedó aprobado proseguir la huelga hasta lograr la victoria y se desautorizó la mengua en la subida de salarios que unilateralmente había ofrecido el comité presente en la reunión del día previo.
Una vez se levantó la sesión, cada agrupación tomó el camino de regreso a su localidad, con las de Alumbres y La Unión marchando unidas dada su proximidad. Al pasar por el paraje del Descargador contemplaron que la fundición Dos Hermanos del empresario Pío Wandosell estaba en funcionamiento, así que se detuvieron frente a ella y encomendaron a una delegación organizada ex profeso acceder a la fábrica para contactar con los trabajadores del interior y saber si estaban allí por coacción. La factoría estaba protegida por elementos del regimiento «Sevilla», a los que se unió al poco un destacamento de la Guardia Civil dirigido por el teniente Mancebo, quien requirió conocer el propósito de la comisión. Sin embargo, los agentes hicieron uso de sus armas reglamentarias antes de recibir respuesta alguna, abriendo fuego sobre una muchedumbre en la que se contaban mujeres y niños acompañantes de los huelguistas. El tiroteo provocó la huida desordenada de los manifestantes, y se saldó con siete muertos y dieciséis heridos, todos en las filas de los obreros.
Las víctimas diferían en cuanto a su edad, sexo o lugar de origen, pero todas tenían en común su relación con el movimiento huelguístico de aquellos días en la cuenca minera y su presencia en el mitin del Llano del Beal:
| Ginés Adán Giménez                                         | 27  | El Llano del Beal |
| Herminio Añón Martínez                                     | 20  | La Unión          |
| Francisco Carrillo Paredes                                 | 15  | La Unión          |
| Ana María Céspedes Soler                                   | 45  | El Llano del Beal |
| Gabriel Gutiérrez Sánchez                                  | 37  | La Unión          |
| Francisco Melero Rubio                                     | 20  | El Algar          |
| Niño no identificado                                       | n/a | n/a               |
| Fuenteː El Eco de Cartagena, citado por Egea Bruno (1986). |     |                   |

### Versiones contradictorias
Medios de comunicación locales como El Eco de Cartagena o la Gaceta Minera y Comercial –órgano oficioso de la patronal explotadora de las minas– justificaron la masacre aduciendo un supuesto intento de asalto a la fábrica y a repetidos ataques contra las fuerzas de seguridad allí desplegadas, incluso con armas de fuego. Esta fue la versión de los hechos que dio el salto a los diarios nacionales de mayor tirada, tales como ABC o La Vanguardia, vía telegrama del Gobernador civil de Murcia facilitado por el Ministerio de la Gobernación.
El historiador Egea Bruno desestima esta exposición haciendo notar que las marcas de disparo en la fachada del edificio indican que las detonaciones no vinieron del interior de la fundición, y difunde además la explicación de los trabajadores reproducida por Antonio Bernabéu Pérez, quien fue testigo de los hechos y redactó en los meses siguientes un relato desmintiendo a la prensa orgánica. Egea Bruno se apoya asimismo en el periódico El Liberal de Murcia, que recabó información de otros testigos presenciales que negaron que se hubieran realizado disparos contra los guardias civiles, y llamó la atención acerca de que varios de los cadáveres habían sido encontrados a más de cien metros de la tapia de la fábrica. Bernabéu culpabiliza por la presencia de los agentes al alcalde de Cartagena García Vaso, quien al no permitírsele tomar la palabra en la asamblea del Llano del Beal, habría regresado airado a Cartagena y alertado a los gendarmes.

## Repercusiones

### El final de la huelga

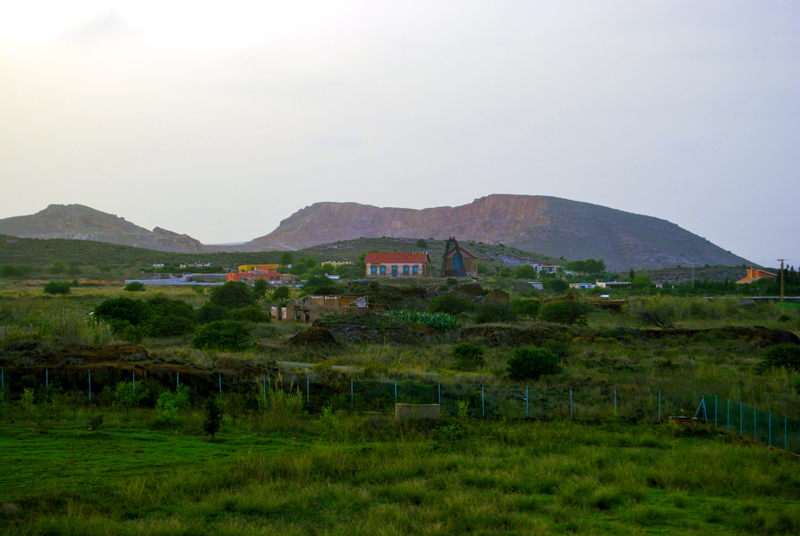
Paisaje en torno a la mina Las Matildes, en la sierra minera de Cartagena-La Unión.

Tras la masacre del Descargador, se produjo una oleada de detenciones de huelguistas que llegó a hacer que se sobrepasara el aforo de la cárcel de La Unión, y desde abril ocho de ellos fueron encausados por la justicia militar en virtud de la Ley de Jurisdicciones aprobada en 1906. Más inmediatamente, el 8 de marzo fueron enviados a la sierra fuerzas del Regimiento «España» y unidades montadas de la Guardia Civil, a la vez que el ministro Julio Burell y Cuéllar declaraba que «se tomarán cuantas medidas sean necesarias incluso hasta saltando por la Constitución» para restaurar el orden.
El comité de huelga se afanó por conseguir el respaldo de los trabajadores de Cartagena, a fin de reconstituir el decaído ánimo de los suyos. La misión de los enviados a la ciudad portuaria no estuvo libre de contratiempos, pues fueron detenidos por la policía y los sindicatos cartageneros eran capaces de ofrecer únicamente una jornada de paro, que se vio parcialmente obstruida cuando los empleados del Arsenal fueron encañonados por los guardias de seguridad para que no abandonasen sus puestos de trabajo. El día 9 los huelguistas de La Unión empiezan a volver al trabajo, mientras la desesperada apelación a la ejecutiva de la Unión General de Trabajadores (UGT) no cristaliza en un apoyo claro a su causa.
Los patrones entonces se reunieron y dispusieron abrir listas de suscripción para compensar a las víctimas de la matanza y nombrar árbitro del conflicto laboral a Muñoz Cobos, gobernador militar de Cartagena. En un lapso de tres días, el gobernador militar se entrevistó con ambas partes y redactó las bases para un laudo con el que quedaron conformes sindicato y patronal, y que contenía el compromiso de rogar a las autoridades correspondientes el sobreseimiento de las actuaciones judiciales, que no se tomasen represalias en ningún sentido, una subida fija de salarios en 25 céntimos y otra temporal de la misma cantidad mientras durase la escasez de víveres, además de la remuneración semanal.
Egea Bruno señala como causa de que este laudo no se firmase antes una intención de patronal y autoridades de desgastar a las asociaciones obreras de la sierra minera, las más insumisas de la provincia. Arguye como prueba que ya en el primer día de aplicación del acuerdo, los propietarios de 21 minas se negaron a readmitir a sus empleados que habían secundado la huelga, lo que afectaba a 1500 de ellos. Ante violaciones del laudo como esta y las de otros empresarios, que se opusieron a aplicar las subidas salariales, los trabajadores de La Unión y El Llano del Beal pronto meditaron volver a la huelga, dado que las autoridades que habían velado por la salida negociada observaron esas infracciones con pasividad. La desigual puesta en práctica del convenio motivó una nueva convocatoria de huelga general el 16 de julio del mismo año, que se emprendió en las localidades de El Algar, Alumbres, El Descargador, El Estrecho de San Ginés, El Llano del Beal, Portmán y La Unión.

### Legado
Con el paso del tiempo, la fecha de la masacre en El Descargador se convirtió en un hito en la historia del movimiento obrero en la cuenca minera. En 1931, poco después de la proclamación de la Segunda República, el sindicato anarquista Confederación Nacional del Trabajo reclamó el nombre de «Siete de Marzo» para la calle en la que estaba ubicada su sede en La Unión. Dicho nombre fue retirado durante la dictadura de Francisco Franco, pero tras el retorno de la democracia, la UGT logró que fuera recolocado el rótulo conmemorativo del trágico suceso.
En 2016, el Ayuntamiento de La Unión programó una serie de actos en homenaje del centenario de los sucesos del Descargador, que incluyeron la entrega al consistorio cartagenero de una distinción honrando la hermandad entre los mineros de ambos municipios durante las jornadas huelguísticas de 1916.